# 1996 PW
1996 PW ist ein Asteroid aus der Gruppe der Damocloiden, der am 9. August 1996 im Rahmen des Projektes Near Earth Asteroid Tracking entdeckt wurde.
Die Umlaufbahn des Asteroiden ist mit einer Exzentrizität von 0,990 stark elliptisch, und erinnert an die eines Kometen. Das Perihel liegt mit 2,493 AE im Asteroidengürtel, das Aphel liegt mit 504,33 AE weit jenseits der Neptunbahn. Möglicherweise stammt der Asteroid aus der Oortschen Wolke. Für einen Umlauf um die Sonne benötigt der Asteroid circa 4034 Jahre. Die Bahnneigung beträgt etwa 29,96 Grad.